# Tinqueux
Tinqueux – miejscowość i gmina we Francji, w regionie Grand Est, w departamencie Marna.
Według danych na rok 1990 gminę zamieszkiwały 10 154 osoby, a gęstość zaludnienia wynosiła 2447 osób/km².

## Miasta partnerskie
- Leimen, Niemcy
- Myślenice, Polska